# Остров (Олт)
Остров (рум. Ostrov) насеље је у Румунији у округу Олт у општини Осика де Сус. Oпштина се налази на надморској висини од 92 m.

## Становништво
Према подацима из 2002. године у насељу је живело 150 становника, од којих су сви румунске националности.